# Déclic mortel
Déclic mortel (titre original : Trigger Mortis) est un roman écrit par Anthony Horowitz, dont le personnage principal est James Bond. Il a été publié pour la première fois au Royaume-Uni le 8 septembre 2015 puis en France aux éditions Hachette et Calmann-Lévy le 23 septembre 2015.

## Résumé
James Bond vient juste de rentrer victorieux de son affrontement contre Auric Goldfinger. À ses côtés se trouve Pussy Galore qui a joué un grand rôle dans ce succès. Alors qu’ils s’installent à Londres, les deux compères pensent de plus en plus à se séparer.
Pendant ce temps, la lutte pour la supériorité entre l’Union soviétique et l’Ouest s’intensifie. Pour démontrer la force des Soviétiques, SMERSH planifie de saboter un Grand Prix international dans une zone chaude de l’Allemagne de l’Ouest. Au circuit automobile Nürburgring, Bond doit jouer au jeu du chat de la souris à grande vitesse pour les stopper. Mais lorsqu’il observe un meeting secret entre un conducteur du SMERSH et un millionnaire coréen malfamé, il devient clair qu’il ne s’agit là que d’un échauffement pour l’organisation soviétique.
Devenu orphelin durant la guerre de Corée, il a une raison personnelle de vouloir mettre les États-Unis à genoux. Il aide les Soviétiques pour la course à l’espace, mais comment ? Avec l’aide d’une agent américaine, Bond découvrira un plan qui le mènera en Floride puis à New York, où un affrontement déterminera le sort de l’Ouest…

## Personnages principaux
- James Bond
- Jason Sin - de son vrai nom Sin Jai-Seong, est un millionnaire rescapé du massacre de No Gun Ri. Il veut détruire l'Empire State Building tout en faisant croire au monde que sa destruction a été provoquée par une fusée Vanguard afin que les États-Unis allouent moins d'argent à leur programme spatial, et que les Soviétiques gagnent ainsi la course à l’espace.
- Jeopardy Lane - agent du département du Trésor des États-Unis.
- Logan Fairfax - elle entraine Bond pour la course au Nürburgring sur une Maserati 250F.
- Pussy Galore
- M

## Autour du livre
- Le début de Déclic mortel se base sur un court scénario intitulé Murder on Wheels que Ian Fleming avait écrit dans les années 1950 pour une série télévisée de James Bond qui n'a finalement jamais vu le jour[1]. L’édition spéciale du roman par Waterstone (noire) inclut des scans des sept pages du manuscrit de Murder on Wheels écrites par Fleming (il s’agit de la seule édition qui le propose).
- Le roman se déroule en 1957, deux semaines après les événements de Goldfinger[2].
- Le titre provisoire du roman était Project One.
- Le titre définitif du roman a été révélé le 28 mai 2015, ce qui coïncide avec le 107e anniversaire de Ian Fleming.
- C'est l'acteur David Oyelowo qui prête sa voix pour la version audio du roman en anglais[3].